# Lili Cerasoli
Lilli Cerasoli, talvolta indicata come Lili Cerasoli; vero nome Luisa Cerasoli (Roma, 30 gennaio 1932 – Costa Rica, 2022), è stata un'attrice italiana.

## Biografia
Attiva negli anni cinquanta, è stata fra le interpreti del film Guendalina (1957), diretto da Alberto Lattuada, che lanciò su scala internazionale l'attrice Jacqueline Sassard.
È stata musa-indossatrice dello stilista Vincenzo Ferdinandi.

## Filmografia
- Totò a colori, regia di Steno (1952)
- Il brigante di Tacca del Lupo, regia di Pietro Germi (1952)
- Inganno, regia di Guido Brignone (1952)
- I tre corsari, regia di Mario Soldati (1952)
- Art. 519 codice penale,  regia di Leonardo Cortese (1952)
- Fratelli d'Italia, regia di Fausto Saraceni (1952)
- Ragazze d'oggi, regia di Luigi Zampa (1955)
- Tua per la vita, regia di Sergio Grieco (1955)
- Guendalina, regia di Alberto Lattuada (1957),
- Il ragazzo dal cuore di fango (Ángeles sin cielo), regia di Sergio Corbucci  e Carlos Arévalo (1957)
- Il vigile, regia di Luigi Zampa (1960)